# Der Zürich-Krimi: Borchert und die Sünden der Vergangenheit
Borchert und die Sünden der Vergangenheit ist ein Fernsehfilm aus der Kriminalfilmreihe Der Zürich-Krimi aus dem Jahr 2023. Er wurde im Auftrag von ARD Degeto für Das Erste produziert. Die Erstausstrahlung der 17. Folge der Filmreihe fand am 6. April 2023 statt.

## Handlung
Thomas Borchert, der Anwalt ohne Lizenz, und seine Mitarbeiterin Dominique Kuster übernehmen das Mandat für ihre Anwaltsgehilfin Regula Gabrielli. Marco Furrer bezichtigt sie des Mordes an ihrer Jugendliebe Eric, der vor kurzem in einen Bankraub mit erschossener Sicherheitsbeamtin verwickelt war. Da Gabrielli beharrlich mauert und die Ermittler belügt, verschlimmert sich ihre Situation. Borchert legt ihr nahe, ihm in einem vertraulichen 4-Augen-Gespräch die Wahrheit zu erzählen, ansonsten könne er ihr nicht helfen.

## Hintergrund
Die Dreharbeiten zu Borchert und die Sünden der Vergangenheit fanden im Zeitraum vom 14. Juni 2022 bis zum 20. Juli 2022 in Zürich und Prag sowie näherer und weiterer Umgebung statt.

## Einschaltquoten
Bei der Erstausstrahlung von Borchert und die Sünden der Vergangenheit am 6. April 2023 verfolgten in Deutschland insgesamt 5,60 Millionen Zuschauer die Filmhandlung, was einem Marktanteil von 21,6 Prozent für Das Erste entsprach. In der als Hauptzielgruppe für Fernsehwerbung deklarierten Altersgruppe von 14–49 Jahren erreichte Borchert und die Sünden der Vergangenheit laut AGF Videoforschung 0,45 Millionen Zuschauer und holte damit einen Marktanteil von 8,2 Prozent in dieser Altersgruppe.